# Corynesporina elegans
Corynesporina elegans är en svampart som beskrevs av Subram. 1994. Corynesporina elegans ingår i släktet Corynesporina, divisionen sporsäcksvampar och riket svampar.   Inga underarter finns listade i Catalogue of Life.